# Tove Bøygard
Tove Bøygard (Oslo, 2 maggio 1966) è una cantante norvegese.

## Biografia
Tove Bøygard ha iniziato la sua carriera musicale nel 2003 insieme a sua sorella Anita, con cui canta nel duo Bøygard. Parallelamente al progetto con la sorella, nel 2009 ha avviato la sua carriera da solista. L'album di debutto eponimo è uscito l'anno successivo e ha raggiunto la 12ª posizione nella classifica norvegese. Nel 2019 è stata insignita del premio Gammleng per il miglior artista di musica folk.

## Discografia

### Album in studio
- 2010 – Tove Bøygard
- 2017 – Blåe drag
- 2018 – Jord

### Singoli
- 2009 – Alle skal med
- 2010 – Alle ting kan snu
- 2012 – Sommer (con Dag Ringstad)
- 2014 – Prestekrage-dager (con Hege Rimestad)
- 2014 – Ta meg med
- 2015 – Eit heilt almindeleg liv
- 2015 – Alle desse dagan
- 2016 – Holdeplass
- 2017 – Folkestyre
- 2017 – Blåe drag
- 2017 – Natta lang (con Frode Johansen)
- 2018 – Hjarte
- 2019 – Farten til lyden av einsemd (con Tom Roger Aadland)
- 2020 – Flamma i ditt blod
- 2020 – Hald meg
- 2020 – Engel ifrå Seljord